# Léon De Lathouwer
Léon De Lathouwer (Wetteren, 19 settembre 1929 – 7 agosto 2008) è stato un ciclista su strada belga.
Ha vinto la medaglia d'oro nel ciclismo alle Olimpiadi 1948 svoltesi a Londra, nella gara di corsa a squadre.